# Українська академія медіації
Громадська спілка «Українська академія медіації» (ГС УАМ) — неурядова організація, створена 7 липня 2014 року, займається поширенням в Україні медіації та інших альтернативних способів вирішення спорів (АВС). Президент УАМ станом на 2024 рік — Луіза Романадзе.

## Досягнення
За ініціативи УАМ відкрито кабінети медіації: у Київському районному суді Одеси (2018), Одеському апеляційному господарському суді (2018), П'ятому апеляційному адміністративному суді (2019), Приморському районному суді Одеси (2021), Одеському окружному адміністративному суді (2023) тощо.
Видано перший в Україні підручник для правників «Медіація в професійній діяльності юриста» та методичні рекомендації для викладачів.
Організовано форуми «Медіація і право», що є наймасштабнішою спеціалізованою подією з медіації в Україні. Партнерами Форуму і різні роки були Верховний Суд, Міністерство юстиції України, Міністерство соціальної політики України, Програма USAID «Нове правосуддя», Проєкт ЄС «Право-Justice», Рада Європи, «Юридична газета» та інші національні та міжнародні партнери. Форум проходив у 2015, 2016, 2017, 2018, 2019, 2021, 2023 та планується в 2024.
Впроваджено навчально-розвивальну гру «Майстер комунікації» для дітей у роботу шкільних психологів на базі закладів освіти України.
УАМ як міжнародний експерт Ради Європи, розробила Дорожню мапу впровадження присудової медіації в Україні.
УАМ систематично проводить навчальні курси з базової підготовка медіатора, передбачені законом України «Про медіацію». У 2022 році Міжнародний інститут медіації (ІМІ) підписав з УАМ Меморандум про співпрацю. У результаті співпраці ІМІ провели перевірку програми підготовки медіаторів, яку розробила УАМ. В результаті ця програма отримала міжнародну сертифікацію та визнання. В 2023 році у партнерстві з Міжнародним центром медіації з сімейних конфліктів та викрадення дітей (MiKK e. V.) було проведено тренінг з сімейної медіації в міжнародних спорах щодо дітей (включаючи застосування механізмів за Гаазькою конвенцією про викрадення дітей). Медіатори з транскордонної сімейної медіації, підготовлені за цією програмою представлені на сайті Medmediation-Help. Також УАМ у співпраці з Міністерством юстиції України розробила інформаційні матеріали про медіацію у міжнародних спорах щодо дітей для батьків та працівників органів юстиції.
Ініційовано відкриття медіаційних служб при Національному університеті «Одеська морська академія», Чернівецькому національному університеті імені Юрія Федьковича, Державному торговельно-економічному університеті та Національному університеті «Києво-Могилянська академія» задля поширення практики мирного вирішення спорів в університетах.
Підтримано ініціативу для дітей «Разом з тобою» освітньої платформи OkStudy, яка спрямована на розвиток комунікаційних навичок та вирішення конфліктів у школах.
Розроблено гру-квест «Чарівний світ медіації» для розвитку комунікативних навичок українських дітей.

## Проєкти
- Проєкт «Consent: підвищення в Україні ролі альтернативного вирішення спорів з фокусом на медіацію», який реалізується за фінансової підтримки Європейського Союзу[34].
- Проєкт «Формування культури консенсуального вирішення конфліктів як спосіб досягнення справедливості в українському суспільстві»,  який реалізується за підтримки USAID в рамках Програми «Справедливість для всіх». В рамках проєкту були відкриті та функціонують медіаційні служби при чотирьох вищих навчальних закладах України, розроблені інфографіка та анімаційні відео про роль медіації у вирішенні спорів[35].
- Створено платформу «Mediation Help» для поширення актуальної інформації щодо медіації в Україні та інших країнах світу. В 2024 році на цій платформі реалізовується міжнародна ініціатива ADR-EURO-VISION[36]. На платформі можна знайти медіатора[37].
- Проєкт «Розвиток культури справедливості у дітей та молоді через якісну юридичну освіту, доступу до медіації та правопросвітництво»[38]